# 月島薫
月島 薫（つきしま かおる、1970年12月21日 - ）は、日本の漫画家。千葉県出身。男性。

## 略歴
- 1991年に『朱魔罹―シュマリ―』が週刊少年ジャンプホップ☆ステップ賞にて何らかの賞を受賞。同作でデビュー。
- 1995年、第2回黄金の女神像争奪ジャンプ新人海賊杯に『心理捜査官 三島清人』で参加。
- この作品を連載用に修正して『週刊少年ジャンプ』1996年33号から1997年5・6号まで『心理捜査官 草薙葵』を連載。
- 1998年46号に読み切り作品『ハイジ』掲載。この作品を最後に月島は長い休業期間に入る。
- 休業期間の末、2006年に『オースーパージャンプ』に読切作品「試練天使」を掲載して漫画家活動を再開した。なお、巻末の後書に「久しぶりに原稿を描いた」と発言している。
- 2007年から翌2008年まで『スーパージャンプ』に『華なりと』（原作:倉科遼）を連載。

## 作品一覧
- 朱魔罹―シュマリ―（デビュー作。週刊少年ジャンプ増刊1991 Summer Special掲載）
- 心理捜査官 三島清人（週刊少年ジャンプ1995年35号掲載）
- 心理捜査官 草薙葵（週刊少年ジャンプ1996年33号 - 1997年5・6号連載。構成：中丸謙一朗・ストーリー：岐澄森）
- ハイジ（週刊少年ジャンプ1998年46号掲載）
- 試練天使（Ohスーパージャンプ2006年9月号掲載）
- 華なりと（スーパージャンプ2007年5号 - 2008年14号連載。原作：倉科遼）

## 関連話
- 『草薙葵』の連載時、同誌で『幕張』を連載していた木多康昭に自作品を散々にちゃかすようなパロディのネタとして使われた。これに対して月島は『ジャンプ』本誌コメント欄で「木多先生へ。別に怒っていません。でも漫画の中で殺すかもね…」とコメントし、作品中で殺人事件の被害者として「木多昭康60歳」なる木多を揶揄した名前を出している。その後木多はさらにパロディの度合いを強め『幕張』に登場する吉六会の制服を『草薙葵』の主人公と同じデザインにしたり、作中に描かれた掛け軸に「死ね!」の文字と共に月島の似顔絵と木多自身が殺される絵を描いたりした。
- 『草薙葵』には単行本未収録のエピソードが存在し、その埋め合わせのために3巻に描き下ろしが収録されている。

## 師匠
- 八神健